# 格拉韦多纳
格拉韦多纳（義大利語：Gravedona），曾是意大利科莫省的一个市镇。总面积6平方公里，人口2795人，人口密度465.8人/平方公里（2009年）。ISTAT代码为013112。
2011年5月16日，格拉韦多纳和另外两个市镇合并为新的格拉韦多纳联合镇。